# Визенгрунд
Визенгрунд или Вукојце (њем. Wiesengrund, длсрп. Łukojce) општина је у њемачкој савезној држави Бранденбург. Једно је од 30 општинских средишта округа Шпре-Најсе. Према процјени из 2010. у општини је живјело 1.593 становника. Посједује регионалну шифру (AGS) 12071414.

## Географски и демографски подаци
Визенгрунд или Вукојце се налази у савезној држави Бранденбург у округу Шпре-Најсе. Општина се налази на надморској висини од 87 m. Површина општине износи 50,1 km². У самом мјесту је, према процјени из 2010. године, живјело 1.593 становника. Просјечна густина становништва износи 32 становника/km².